# Гирш, Рудольф
Рудольф Гирш (нем. Rudolf Hirsch; 1 февраля 1816, Напаедла, Моравия, Австрийская империя — 10 марта 1872, Вена, Австро-Венгрия) — австрийский поэт, композитор, журналист и редактор.

## Биография
Образование получил в университетах Брно и Вены. С 1840 года занимался адвокатской деятельностью в Лейпциге.
Сотрудничал, как журналист, а позже редактировал газету «Kometen».
Одновременно сочинял песни и музыку.
Вернувшись в Вену, в 1852 году был назначен на должность библиотекаря Министерства полиции.

## Творчество
Р. Гирш — поэт-лирик, опубликовал несколько сборников стихов. Представитель позднего периода швабской поэтической школы, отличавшаяся духом милитаризма.
Ряд его поэтических сборников: «Balladen und Romanzen» (1841), «Soldatenspiegel» (Вена, 1849), «Irrgarten der Liebe» (1850), «Lieder ohne Weltschmerz» и других выдержали много изданий. Сборник его поэтических произведений «Poetische Schriften» появился в двух томах в 1851 году.

## Избранные произведения
- Frühlingsalbum (Leipzig 1837)
- Balladen und Romanzen (Leipzig 1841)
- Buch der Sonette (Leipzig 1841)
- Soldatenspiegel (Triest 1849)
- Irrgarten der Liebe (Wien 1850)
- Reiser und Reisig (Wien 1850)
- Lieder ohne Weltschmerz (Leipzig 1853)
- Eulenspiegels Tagebuch (Pest 1856)
- Fresko-Sonette (Wien 1858)